# 沙恩·費格遜
沙恩·奇雲·費格遜（英語：Shane Kevin Ferguson，1991年7月12日—），北愛爾蘭職業足球員，司職翼鋒，現效力於英甲球會洛達咸。他在其家鄉球會展開其少年足球生涯，直至16歲簽約紐卡素成為學徒球員。費格遜於2009年首度代表北愛爾蘭。

## 球會
費格遜出生於倫敦德里郡德里，2007年7月加入紐卡素青訓系統。。2009年6月，他和紐卡素續約3年。在2009/10球季，費格遜曾被列入對普利茅夫和西布朗的足總盃賽事，以及聯賽盃對彼德堡的後備名單，但都沒有比換入場內。
費格遜於2010年8月25日在聯賽盃賽事作客阿克寧頓時首度上陣，擔任左閘。9月22日，聯賽盃下一圈作客勁旅車路士一戰，他再度獲得上陣機會，並為球隊貢獻一個助攻，助球隊以4:2擊敗對手。2011年1月5日，他首度亮相英超聯，在對韋斯咸時在下半場後備上陣，該仗紐卡素以5:0大勝對手。其後，費格遜得到數次後備機會，如1月8日足總盃對史提芬納治和1月22日對熱刺等，但都未能獲得上陣機會。
有趣的是，費格遜今季在球會，直至2011年2月共上陣過的3場賽事，全部獲勝，包括聯賽盃對阿克寧頓和車路士，以及聯賽對韋斯咸，可說是紐卡素的福將。但这一纪录在3月19日客场对阵史笃城被打破，是役弗格森后备上阵，纽卡斯尔联0比4惨败。
2013年2月28日，英冠伯明翰以緊急借用形式向英超紐卡素借用費格遜，合約至2013年4月1日。
2013年4月3日，伯明翰獲紐卡素續借費格遜至球季結朿。
2013年7月23日，伯明翰向紐卡素再次借用費格遜，為期一個球季。
費格遜在2014-15上半年沒有在一隊亮相，2015年2月2日，他被租借至蘇格蘭俱樂部格拉斯哥流浪者。

## 國家隊
費格遜曾代表多個級別的北愛爾蘭國家隊。2009年6月6日首次代表北愛爾蘭一隊上陣，在不敵意大利0:3的賽事中首次以後備上陣。11月13日，他被召進2011年歐洲U21足球錦標賽對德國的北愛爾蘭大軍，但全場他只在板凳上，沒有上陣機會。同時，他亦是U19的正選球員，為球隊出戰2010年歐洲U19足球錦標賽，並助球隊打入複賽賽事。他在複賽3場賽事悉數上陣，但北愛爾蘭在3場中未嘗一勝，最終排在小組包尾出局。

## 外部連結
- Soccerway資料庫：沙恩·費格遜
- 足球数据库：Shane Ferguson的球员统计数据
- 沙恩費格遜資料[永久] 於紐卡素官網
- 沙恩費格遜資料 （页面存档备份，存于） 於北愛爾蘭足總官網